# لطف‌الله میثمی
لطف‌الله میثمی (زادهٔ ۱ آبان ۱۳۱۹) فعال سیاسی اهل ایران است. او مدیر مسئول نشریه چشم‌انداز ایران و عضو شورای فعالان ملی مذهبی است. میثمی فعالیت سیاسی خود را با ورود به دانشگاه در سال ۱۳۳۸ آغاز کرد.

## تولد و تحصیلات
لطف‌الله میثمی در روز اول آبان سال ۱۳۱۹ در اصفهان متولد شد. تحصیلات ابتدایی تا کلاس نهم را در مجموعه آموزشی قدسیه گذراند. همزمان با تحصیل سال دهم، در بازار شاگردی می‌کرد. بعداً تحصیلاتش را در دبیرستان هاتف اصفهان به پایان رساند.
در سال ۱۳۳۸ وارد دانشگاه تهران شد، به تحصیل رشته مهندسی معدن پرداخت و سپس رشته مهندسی نفت را انتخاب کرد و در سال ۱۳۴۲ در این رشته به‌عنوان کارشناس ارشد فارغ‌التحصیل شد. او در جلسات مسجد هدایت و سخنرانی‌های آیت الله طالقانی شرکت می‌کرد. در سال ۱۳۴۵ به‌عنوان مهندس ارشد جذب شرکت نفت ایران شد و در جزیره لاوان مشغول به فعالیت شد. در این دوران از طرف شرکت نفت جهت کسب دوره‌های تخصصی به امریکا اعزام شد.

## فعالیت‌های سیاسی قبل از انقلاب
لطف‌الله میثمی در سال‌های قبل از انقلاب در نهضت آزادی و سازمان مجاهدین خلق عضو بود. وی از جمله افرادی است که در اردیبهشت ۱۳۴۰ در تأسیس نهضت آزادی با مهدی بازرگان، یدالله سحابی، سیدمحمود طالقانی، احمد صدر حاج‌سیدجوادی و… حضور داشت و به همین دلیل در سال‌های آغازین دهه ۴۰ چندین بار دستگیر و به زندان افتاد.

### مجاهدین خلق
میثمی با حنیف‌نژاد و بدیع‌زادگان و سعید محسن رابطه نزدیکی داشت. او دانش‌آموخته مهندسی نفت از دانشکده فنی تهران و باجناق محمد حنیف‌نژاد است. میثمی در بهار ۱۳۴۸ به عضویت فعال مجاهدین خلق درآمد و یک بار در شهریور ۱۳۵۰ همراه با سران مجاهدین دستگیر شد. سال بعد بنیان‌گذاران در ۴ خرداد ۱۳۵۱ کشته شدند؛ در حالی که او همچنان در زندان‌های مختلف نظیر قزل قلعه، اوین، جمشیدیه، موقت شهربانی، قصر و عادل‌آباد شیراز دوران محکومیت خود را می‌گذراند تا در شهریور ۱۳۵۲ آزاد شد و مجدداً به سازمان مجاهدین که فعالیت مخفی می‌کردند پیوست. در جریان مبارزه مسلحانه با رژیم شاه، در شب ۲۸ مرداد سال ۱۳۵۳ در حالی که در خانه‌ای تیمی مشغول ساختن بمب دست‌ساز (صوتی) بود، بمب در دستانش منفجر شد. بر اثر شدت جراحات وارده دست چپ او قطع و از هر دو چشمش نابینا شد و در بیمارستان توسط مأموران شهربانی و ساواک شناسایی و دستگیر و به اعدام محکوم شد، اما حکم اعدامش با یک درجه تخفیف به حبس ابد تبدیل شد. در حادثه انفجار سیمین صالحی هم همراه او بود که وی نیز از یک چشم نابینا شد. در این زمان میثمی در شاخه نظامی و تحت مسئولیت بهرام آرام قرار داشت. این حادثه ضربه بدی برای شاخه نظامی بود. بمب دستی ساخته شده توسط او قرار بود جهت اعمال خرابکارنه و ضد مردمی استفاده گردد.
در زندان به دنبال مارکسیست‌شدن بخشی از اعضای سازمان، او از رهبران جریانی شد که ضمن پافشاری بر مواضع پیشین (اسلام‌گرایی) و مجاهد خواندن خود از گروه باقی‌مانده سازمان مجاهدین به رهبری مسعود رجوی فاصله گرفت. اختلاف اصلی او با رجوی بر سر اصرار او برای ریشه‌یابی انحراف عقیدتی رخ داده در سازمان از طریق فعالیت بیشتر در زمینه ایدئولوژی و رفع ریشه‌های انحراف مزبور بود، که به اعتقاد رجوی اولویت نداشت. او حدود سه ماه پیش از انقلاب بهمن ۵۷ همراه با محمود طالقانی و حسینعلی منتظری از زندان آزاد شد.

## فعالیت‌های بعد از انقلاب

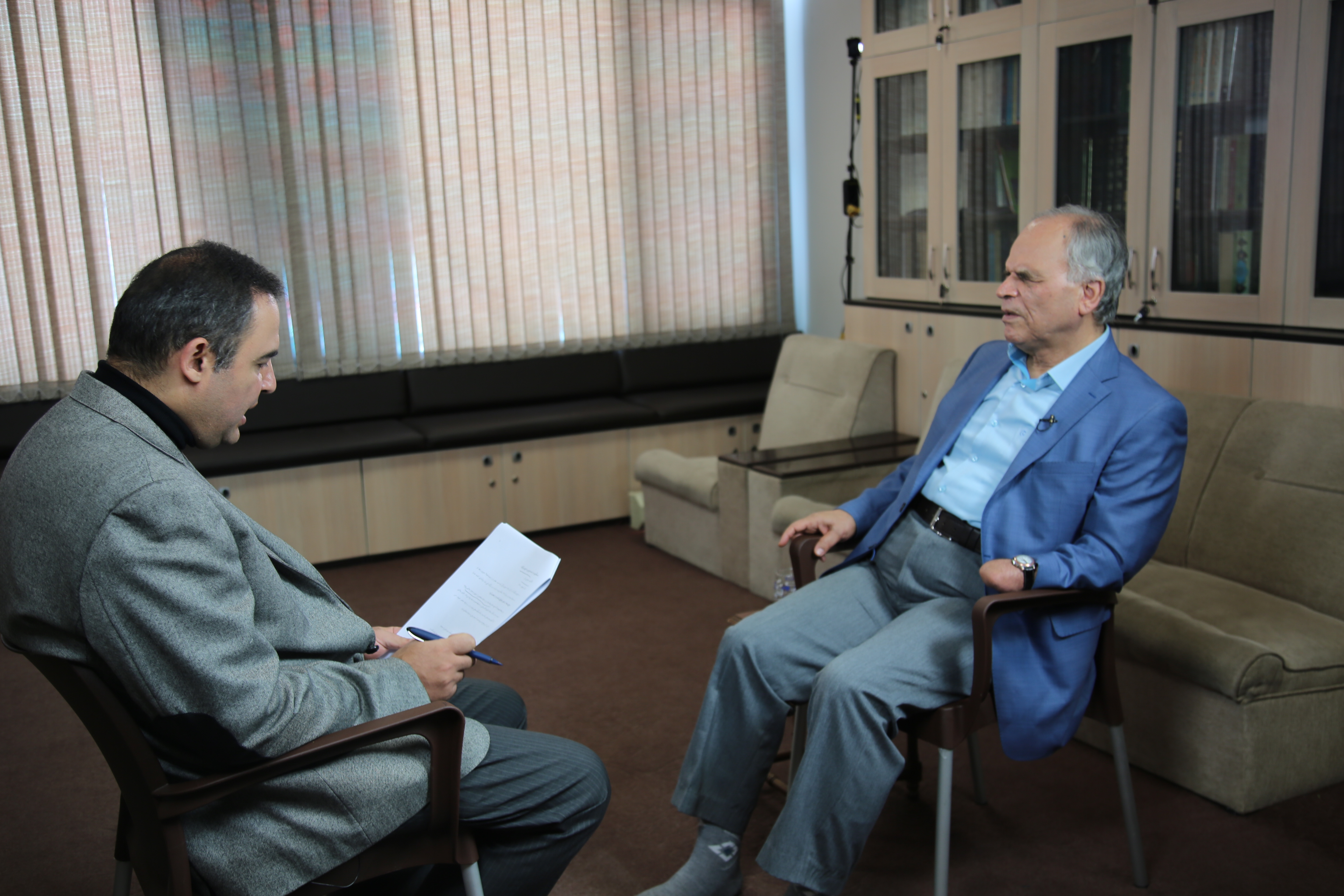
میثمی در حال مصاحبه با حسین دهباشی

پس از انقلاب ۱۳۵۷ به همراه جمعی از هم‌فکرانش (نظیر مهدی غنی) در قالب تشکلی موسوم به «نهضت مجاهدین خلق ایران» به حمایت از جمهوری اسلامی با حفظ دیدگاه انتقادی پرداخت. با این حال هرگز مجوز فعالیت برای تشکل مزبور به او داده نشد و علاوه بر این، دو بار زندان، یک بار توقیف نشریه سیاسی-ایدئولوژیک «راه مجاهد»، و تضییقات دیگر را هم تجربه کرد. وی بیان می‌دارد که اختلافات داخل زندان پیش از انقلاب با اسدالله لاجوردی در زندانی شدن وی تأثیر داشته‌است. لاجوردی اعلام کرده بود که میثمی یا باید اعتراف کند یا اعدام شود. در نهایت با وساطت احمد خمینی میثمی از زندان آزاد می‌شود.
او به لحاظ فکری به افرادی نظیر دکتر رضا رئیس طوسی و دکتر محمد محمدی گرگانی، در کنار افراد و جریان‌هایی نظیر حسینعلی منتظری، حبیب‌الله پیمان (جنبش مسلمانان مبارز)، نظام الدین قهاری (جاما)، عزت‌الله سحابی (نشریه ایران فردا)، و ابراهیم یزدی (نهضت آزادی ایران) و سید مهدی غنی نزدیک است که در سال‌های اخیر به «ملی-مذهبی» معروف شده‌اند. هم‌اکنون او صاحب امتیاز و مدیر مسئول دو ماهنامهٔ «چشم‌انداز ایران» است که به این طیف نزدیک است و مقالاتی از افراد ذکر شده را به چاپ می‌رساند.
او در انتخابات مجلس دهم از لیست سی‌نفره ائتلاف فراگیر اصلاح‌طلبان حمایت کرد.

## فعالیتهای مطبوعاتی و انتشاراتی
میثمی فعالیت‌های فرهنگی خود را در دو بخش مطبوعاتی و انتشاراتی ادامه داد. در سال ۱۳۹۳ از سوی انجمن دفاع از آزادی مطبوعات تقدیر قلم طلایی به میثمی اهدا شد.

### نشریه راه مجاهد - چشم‌انداز
نشریه راه مجاهد به عنوان ارگان نهضت مجاهدین خلق ایران در سال ۱۳۶۰ ابتدا به صورت هفته‌نامه و در نهایت دوماهنامه منتشر شد و تا سال ۱۳۷۲ انتشار آن ادامه داشت که با حکم روح‌الله حسینیان، دادستان دادگاه ویژه روحانیت، انتشار آن متوقف و با تبرئه در دادگاه (توسط سعید مرتضوی) در سال ۱۳۷۶ ادامه کار آن میسر شد.

نمایی از صفحه اول نشریه راه مجاهد

میثمی در ادامه نام نشریه را به چشم‌انداز ایران تغییر داد که فعالیت آن از سال ۱۳۷۸ با این نام ادامه دارد. در دوره نشر چشم‌انداز چندین بار این نشریه توسط دادگاه توقیف و محاکمه شده‌است.

نشریه چشم‌انداز ایران با عکسی از مهسا امینی

بخش عمده‌ای از مجله چشم‌انداز ایران به خاطرات اعضای نهضت آزادی و سازمان مجاهدین خلق تا پیش از انقلاب اسلامی اختصاص داشت. از جمله پرونده‌هایی که این مجله به مدت طولانی دنبال می‌کرد، موضوع ۳۰ خرداد ۱۳۶۰ و ورود سازمان مجاهدین خلق به جنگ مسلحانه با نظام جمهوری اسلامی بود. از این نشریه به عنوان یکی از نشریات وابسته به جریان شورای ملی مذهبی یاد می‌شود.

### نشر صمدیه
میثمی نشر صمدیه را در سال ۱۳۸۰ راه‌اندازی کرد که در زمینه کتاب‌های خاطرات، دینی و سیاسی فعالیت دارد. از جمله کتاب‌های منتشر توسط این نشر می‌توان به کتب زیر اشاره کرد:
- آن سوی خاطره
- نامه‌ها، زندگی‌نامه و نامه آیت‌الله زنجانی
- با چشمی گریان تقدیم به عشق
- سه هم‌پیمان عشق
- تعامل نهضت آزادی با مرجعیت و روحانیت
- فروپاشی شوروی، تحلیل احزاب کمونیست دنیا

## تألیف و ترجمه
- از نهضت آزادی تا مجاهدین خلق[۱۵][۱۶]
- آن‌ها که رفتند[۱۷]
- با چشمی گریان تقدیم به عشق[۱۸]
- ویژگی‌های انقلاب ایران
- زمزمه عشق
- یادی از یادآور علی میهن‌دوست
- تعامل نهضت آزادی و مرجعیت
- از صلح تا قیام (آزادی از منظر امام حسین (ع))
- زمان در متن دین
- پروژه امپراتوری آمریکا محدودیت‌های قدرت (ترجمه)[۱۹][۲۰]
- اعترافات یک قاتل اقتصادی